# Malcoha à ventre roux
Phaenicophaeus sumatranus
Espèce
Statut de conservation UICN

 NT  : Quasi menacé
Synonymes
- Rhopodytes sumatranus

Le Malcoha à ventre roux (Rhopodytes sumatranus) est une espèce d'oiseau de la famille des Cuculidae. C'est une espèce monotypique (non subdivisée en sous-espèces).

## Répartition
Son aire de répartition s'étend sur la Birmanie, la Thaïlande, la Malaisie, Singapour, Brunéi et l'Indonésie.